# Smithfield (Rhode Island)
Smithfield – miasto w Stanach Zjednoczonych, w stanie Rhode Island, w hrabstwie Providence.